# San Salvador de Meis
San Salvador de Meis es una parroquia española del municipio de Meis, perteneciente a la provincia de Pontevedra, en la comunidad autónoma de Galicia.

## Historia
Hacia mediados del siglo XIX, el lugar, ya por entonces perteneciente a Meis, tenía contabilizada una población de 593 habitantes. Aparece descrito en el undécimo volumen del Diccionario geográfico-estadístico-histórico de España y sus posesiones de Ultramar de Pascual Madoz con las siguientes palabras:

MEIS (San Salvador): felig. en la prov. de Pontevedra (2 leg.), part. jud. de Cambados (1 1/4), dióc. de Santiago, ayunt. de San Martin de Meis (1/4). sit. al N. del monte Castrove, con buena ventilacion, y clima sano. Tiene unas 100 casas distribuidas en los l. de Quintans, Lucio, Outeiro, Marco, Pazo de Meis, Redondelo, Medoña, Silvoso, Tombo, As-Quintans, Salcedos, Barreiras, Serran, Silvan, Batans, y Casellaflor. La igl. parr. (San Salvador) se halla servida por un cura de patronato real y ecl.; hay tambien una capellanía titulada de San Nicolas cuyo patronato actual es D. Francisco Herrero. Confina el term. N. Sto. Tomé de Nogueira; E. Curo; S. Armentera; y O. San Martin de Meis. El terreno participa de monte y llano y es fértil: le cruza un arroyo que nace en el monte Castrove y va á desaguar en el r. Umia. Atraviesa por esta parr. un camino que desde la cap. de prov. se dirige á Villagarcia, Villanueva, Fefiñanes y otros puntos de la costa. prod.: cereales, patatas, legumbres, hortaliza, frutas y yerbas de pasto; hay ganado vacuno, lanar y cabrío; caza y pesca de varias especies. pobl.: 110 vec., 593 almas. contr. con su ayunt. (V.)
(Madoz, 1848, p. 356)

En 2022, tenía empadronados 431 habitantes.